# Slaughter and the Dogs
A Slaughter And The Dogs angol punk-rock/Oi! (később glam, illetve hard rock) együttes. Tagjai: Wayne Barrett-McGrath, Mick Rossi, Mark Reback és Dan Graziano.
1975-ben alakultak meg Wythenshawe-ban. Karrierjük alatt többször feloszlottak, először 1979-ben, majd 1981-ben. 1996 óta megint együtt vannak.

## Diszkográfia
- Do It Dog Style (1978)
- Bite Back (Slaughter néven) (1980)
- Shocking (1991)
- Beware of... (2001)
- Vicious (2016)